# Sinkolkolumínuh
Sinkolkolumínuh, jedna od bivših bandi Columbia ili Sinkiuse Indijanaca, porodica salishan, koji su u vrijeme kontakta u ranom 19. stoljeću živjeli na ili blizu Crab Creeka, u susjedstvu bande Sinkumkunatkuh, Washington. Spominje ih Curtis (1907. – 1909.).